# Rodrigo Arias Camacho
Rodrigo Arias Camacho (Heredia, 12 de mayo de 1961) es el actual rector de la Universidad Estatal a Distancia para el período 2019-2024. Fue el antiguo director nacional de control de propaganda en el Ministerio de Gobernación y Policía de Costa Rica. Anteriormente se desempeñó como Presidente Ejecutivo del Sistema Nacional de Radio y Televisión (SINART) de 2010 a 2014, empresa pública que abarca el Canal 13 (en televisión) y en radio el 101.5 FM y 590 AM de Costa Rica. Previo a su etapa en el SINART tuvo su primera etapa como rector también en la UNED durante un período de 10 años (1999-2009), con destacadas labores y reconocimientos. De igual manera fue durante un corto período de tiempo el presidente del Centro Nacional de Tecnología (CENAT).

## Estudios
Se graduó de la escuela Pedro Murillo Pérez en Barva en 1973, su educación secundaria la realizó en el colegio Rodrigo Hernández Vargas en Barva.
Sacó licenciatura en Administración pública en la Universidad de Costa Rica en 1984.
Maestría en Administración de Empresas (MBA), obtenida en Southern Illinois University de Estados Unidos de América en 1991

## Publicaciones
- Guía Didáctica para Presupuesto Público, EUNED, 1986.
- Guía de Estudio para Administración de Instituciones Financieras, EUNED), 1987.
- Manual para realizar el proyecto profesional, EUNED, 1988.